# NGK
NGK Spark Plug Co. Ltd – japońskie przedsiębiorstwo założone w 1936 roku, z siedzibą w Nagoi. Największy na świecie producent świec zapłonowych. Od 1949 roku firma wytwarza również inne podzespoły dla przemysłu motoryzacyjnego, takie jak sondy lambda. NGK posiada wiele fabryk w różnych częściach świata, m.in. w Orleanie we Francji.